# Phoeby Okech
Phoeby Okech Owiti, née le 10 octobre 1994 , est une footballeuse professionnelle kényane évoluant au poste du  milieu de terrain. Elle joue pour le club de la Ligue féminine indienne Gokulam Kerala et l'équipe nationale féminine du Kenya.

## Carrière

### En sélection
Elle commence sa carrière dans l'équipe kényane lors du match contre le Soudan du Sud pour la Coupe d'Afrique des Nations de 2022. Elle est convoquée, à nouveau, par la sélectionneuse Beldine Odemba lors des éliminatoires de Coupe d’Afrique des Nations féminine 2024.  

### En club
Elle joue au poste de défenseur central pour le club de Vihiga Queens lors des éliminatoires de la Ligue des champions féminine de la CAF (CECAFA). 
Okech se rend en Turquie en fin de l'année 2023 pour signer avec le club Hakkarigücü Spor dans la super league féminine.

## Note et Références